# Maré (álbum)
Maré é o sétimo álbum de estúdio da cantora e compositora Adriana Calcanhotto, lançado em 26 de março de 2008. Com o lançamento do álbum em Portugal, em dois dias vendeu mais de 10 mil discos sendo certificado como disco de ouro. É o segundo álbum de uma trilogia que começa com o disco Maritmo (1998) e termina com Margem, de 2019.
A faixa de maior sucesso do disco, “Mulher Sem Razão”, foi incluída na trilha sonora da novela das 21h A Favorita. A faixa Três” foi incluída na trilha sonora da novela Ciranda de Pedra e a faixa “Um Dia Desses” também tocou na novela Três Irmãs

## Faixas
| N.º | Título                                 | Compositor(es)                    | Duração |  |
| 1.  | "Maré"                                 | Moreno Veloso Adriana Calcanhotto | 2:48    |  |
| 2.  | "Seu Pensamento"                       | Dé Palmeira Calcanhotto           | 3:23    |  |
| 3.  | "Três"                                 | Marina Lima Antônio Cícero        | 3:50    |  |
| 4.  | "Porto Alegre (Nos Braços de Calipso)" | Péricles Cavalcanti               | 3:43    |  |
| 5.  | "Mulher Sem Razão"                     | Palmeira Bebel Gilberto Cazuza    | 3:57    |  |
| 6.  | "Teu Nome Mais Secreto"                | Calcanhotto Waly Salomão          | 3:39    |  |
| 7.  | "Sem Saída"                            | Cid Campos Augusto de Campos      | 3:08    |  |
| 8.  | "Para Lá"                              | Calcanhotto Arnaldo Antunes       | 3:34    |  |
| 9.  | "Um Dia Desses"                        | Kassin Torquato Neto              | 2:31    |  |
| 10. | "Onde Andarás"                         | Caetano Veloso Ferreira Goulart   | 2:39    |  |
| 11. | "Sargaço Mar"                          | Dorival Caymmi                    | 1:32    |  |